# Cardanus sulcithorax
Cardanus sulcithorax is een keversoort uit de familie vliegende herten (Lucanidae). De wetenschappelijke naam van de soort is voor het eerst geldig gepubliceerd in 1831 door Perty.